# Simba
Simba é um personagem fictício e protagonista da franquia The Lion King, da Walt Disney Pictures. Introduzido no 32º longa-metragem de animação da companhia, The Lion King (1994), o personagem protagoniza as duas sequências The Lion King II: Simba's Pride (1998) e The Lion King 1½ (2004).
Simba foi desenvolvido pelos roteiristas Irene Mecchi, Jonathan Roberts e Linda Woolverton. Enquanto Mark Henn serviu como supervisor de animação, Ruben A. Aquino foi responsável por animar o personagem na fase adulta do longa-metragem. 
Apesar de considerado um personagem original da companhia cinematográfica, Simba foi inspirado no personagem Bambi, do filme homônimo de 1942, bem como nas narrativas bíblicas de José e Moisés. Além disto, há diversas similaridades no enredo de The Lion King com a tragédia shakesperiana Hamlet.

## Desenvolvimento

### Criação
A inspiração para o filme The Lion King veio com o então presidente dos Estúdios Disney, Jeffrey Katzenberg, em 1989 e foi apresentada primeiramente sob o título provisório de The King of the Jungle. O enredo, que têm sido comparado ao de Bambi (1942), foi alcunhado jocosamente de Bambi in Africa por conta das similaridades entre os dois filmes e seus respectivos protagonistas. O co-diretor Rob Minkoff afirmou que ambos os filmes são "mais voltados à vida real do que épicos míticos". Apesar de considerada uma narrativa adolescente em que o protagonista deve crescer "e assumir as responsabilidades de uma vida adulta", os diretor Roger Allers e Minkoff retiraram inspiração de outras diversas fontes culturais para a composição do universo midiático em que a trama se desenrola. Em particular, os personagens bíblicos José e Moisés serviram como base para a concepção de Simba. O produtor Don Hahn afirmou que, assim como eles, Simba "nasceu na realeza, foi exilado e regressou para assumir seu reino".
Notados críticos de cinema já assinalaram as similaridades entre as narrativas de The Lion King e a tragédia shakesperiana Hamlet e seus protagonistas. Allers afirmou que tais semelhanças não seriam intencionais a uma primeira análise e surgiram surpreendentemente ao longo da produção do filme. Segundo o diretor, a equipe notou as similaridades com a obra de William Shakespeare somente após a conclusão do roteiro e decidiram mantê-lo assim.
Segundo o roteirista Jonathan Roberts, as canções são uma forma de expressar as emoções e desejos do personagem. O cantor britânico Elton John e o compositor Tim Rice, autores da aclamada trilha sonora do filme, compuseram a canção "I Just Can't Wait to Be King" como uma ferramente pela qual Simba pudesse expressar seu desejo de tornar-se Rei das Terras do Reino. Roberts afirmou que "é uma forma que os roteiristas têm de movimentar a narrativa de encontro ao personagem."

### Dublagem
O ator Matthew Broderick, aclamado por suas performances em Ladyhawke (1985) e Ferris Bueller's Day Off (1986), foi o dublador de Simba na versão original. O primeiro ator contratado para o elenco do filme, Broderick estudou o personagem enquanto estava de férias na Irlanda, onde recebeu um telefonema de seu agente informando o interesse dos diretores em contratá-lo. Na época, Broderick estava em alta conta por sua performance em filmes de comédia durante a década de 1980. Os diretores decidiram consideraram-no adequado para o papel por acharem que sua voz soava perfeita para um personagem "irresponsável e amável, mas que também poderia surgir de uma forma heróica". Jonathan Taylor Thomas, que estrelava a sitcom Home Improvement à época, foi convidado para dublar Simba na fase infantil. Sua aparência e personalidade serviriam posteriormente como base criativa para o animador Mark Henn.
Broderick, apesar de um talentoso ator de musicais da Broadway, não estava preparado para as performances musicais do filme, assim como Thomas. Portanto, o cantor Joseph Williams - vocalista da banda Toto - e o ator Jason Weaver foram convidados para dublar as respectivas sequências de música. A voz de Williams é ouvida na canção "Can You Feel the Love Tonight", executada já no desenrolar da trama. Impressionado com a performance de Weaver como Michael Jackson na minissérie The Jacksons: An American Dream, os compositores Elton John e Tim Rice recrutaram para dar voz à "I Just Can't Wait to Be King" e "Hakuna Matata" quando o filme ainda estava nos estágios iniciais de produção. Como diretores, Roger Allers e Rob Minkoff trabalharam juntamente com os atores para garantir performances à altura da narrativa.

### Caracterização e animação
Quando o projeto para The Lion King foi aprovado pela companhia, seu conceito original e o enredo não foram muito bem recebidos pela equipe técnica. Para assegurar o lançamento de um filme de sucesso, o presidente da Disney Jeffrey Katzenberg dividiu o estúdio em dois projetos distintos: The Lion King e Pocahontas (1995), sendo que este último seria lançado posteriormente e era considerado o de maiores chances de sucesso comercial. Por conta desta perspectiva, grande parte da equipe migrou para a produção de Pocahontas, considerando o enredo sobre Simba um verdadeiro "risco", enquanto animadores de menor experiência foram deslocados para o filme. Entretanto, Minkoff recebeu a situação positivamente, afirmando que tal decisão "deu uma nova chance para novos animadores alcançarem postos de liderança" na empresa.
A animação de Simba foi incumbida a Mark Henn e Ruben A. Aquino. Enquanto Henn serviu como supervisor de animação de Simba na fase infantil, Aquino ficou responsável pela animação do personagem na fase adulta. The Lion King foi o primeiro filme animado da Disney protagonizado por animais quadrúpedes desde Oliver & Company (1988). Segundo Aquino, animar personagens de quatro patas seria difícil porque os artistas encaram a tarefa de animar "duas pernas a cada uma sequência" e também atribuir-lhes características humanas. Aquino tomaria como base personagens animais de produções anteriores, como Bambi (1942), Lady and the Tramp (1955) e The Jungle Book (1967).

## Aparições

### The Lion King(1994)
Na sequencia inicial de Rei Leão, Simba é o recém-nascido filho de Mufasa e Sarabi. Ele é erguido pelo mandril Rafiki no topo da Pedra do Reino para que os animais o saúdem.
Simba inicialmente se envolve em um grande problema por ir com sua amiga Nala até um "cemitério de elefantes", que na verdade é a terra das hienas. Elas quase os pegam, mas Mufasa salva os filhotes. Quando Scar mata Mufasa e culpa Simba pela morte de seu pai, o filhote carregado de tristeza, foge para o exílio. Scar então assume o trono e mente ao dizer que simba morreu. Scar traz uma época de terror para o reino e só pensa em si mesmo, deixando todos sem água e comida. Enquanto isso Simba vive o estilo de vida "Hakuna Matata" com Timão e Pumba, vivendo em um paraíso com florestas, cachoeiras e comida (besouros e larvas). Simba se torna um leão grande e forte, e um dia encontra Nala, que está a procura de comida e acaba correndo atrás de Pumba para caçá-lo. Eles se apaixonam, o que deixa Timão e Pumba tristes, achando que perderam seu melhor amigo. Nala implora para que Simba volte ao reino, e detenha Scar, para que tudo volte a ser como antes, porém Simba recusa-se, alegando que não precisa voltar. Depois que o mandril Rafiki mostra Mufasa nas estrelas, Simba acaba percebendo qual é o seu destino, e retorna para enfrentar seu tio; Nala, Timão e Pumba juntam-se a ele logo após receberem de Rafiki a notícia que "o Rei regressou. Ao confessar que matou Mufasa, Scar provoca a ira de Simba, fazendo com que os dois se enfrentem, enquanto as leoas enfrentam as hienas. Scar levava vantagem na luta (pois era mais velho e experiente do que Simba em relação a lutas entre leões), porem quando iria dar o golpe final em Simba, este arremessa Scar de cima de uma encosta, e o leão maligno de juba negra é morto pelas hienas, que o ouviram acusá-las levianamente pela morte de Mufasa. No fim, Simba assume o seu lugar no ciclo da vida, se casa com Nala e todo o reino vive uma era de prosperidade e paz.

### The Lion King II: Simba's Pride(1998)
Em Rei Leão 2, a história já não gira tanto em torno de Simba, mas sim em torno de sua filha Kiara e de seu genro Kovu. É revelado que Scar escolheu um herdeiro para o trono, um filhote órfão que ele adotou chamado Kovu. Kovu ficou sob os cuidados da maléfica Zira, que é muito leal ao falecido Scar, uma vez em que ela é sua viúva, tendo filhos com ele, porém ela, seus filhos, amigos e aliados foram exilados das Terras do Reino por não aceitarem Simba como o novo rei. No reino, Kiara nasce como futura rainha. Mais tarde, Kovu e Kiara se conhecem e começam a brincar, mas os seus pais e adversários Zira e Simba brigam um com o outro. Zira volta ao cemitério dos elefantes com Kovu e o treina para matar Simba. Então os dois crescem, e quando se reencontram acabam se apaixonando, o que não estava nos planos de Kovu, e se metem em uma enrascada com Timão e Pumba, tudo sobre o olhar desconfiado de Simba, que teme por Kiara. Depois de um mal-entendido, Simba expulsa Kovu do reino. Então uma emboscada acontece e Simba tem que escapar de vários leões. Quando ele está prestes a ser derrotado por um outro filho de Zira, ele consegue se salvar e Nuka, o outro filho de Zira, cai e morre. Kiara segue o amado que fora expulso do reino, e o encontra. Eles ficam juntos durante a noite e prometem amor eterno um ao outro. Depois de uma guerra entre Zira e Simba, Kovu e Kiara aparecem e interveem, proclamando a paz. Mas Zira não fica conformada e quase mata Kiara, mas morre caíndo de um penhasco direto para as correntezas mortais de um rio. Após a morte de Zira, tudo fica bem... Simba aceita Kovu de volta, e ele e Kiara ficam juntos, como futuros reis.

### The Lion King 1½(2003)
No até então último filme da trilogia, a participação de Simba é limitada, já que a história gira em torno de Timão e de Pumba. Mesmo assim, Simba é um personagem principal, que é mostrado ainda pequeno e adulto. O filme é parecido com o primeiro, mas no lado da história de Timão e Pumba.  
The Lion King (book)
Kopa é o filho de Simba e Nala que aparece somente numa coleção de livros The Lion King Six New Adventures lançado apenas nos Estados Unidos com a permissão da  Walt Disney Company. 
Ela é baseada nos eventos do filme. O livro acompanha seis aventuras do filhote Kopa que sonha um dia ser o Rei Leão assim como seu pai, Simba.
Kopa nunca foi realmente associado aos produtores do filme. O autor Alex Simmons responsável pela coleção explicou que Kopa foi uma criação dele e que os livros foram publicados com a permissão da Disney e,que sempre imaginou que Kopa era o filhote mostrado no final de O Rei Leão quando o filme foi feito. Nunca havia se pensado em um filhote de Simba e Nala.
Os produtores não esperavam que o filme fizesse tanto sucesso aponto de fazer uma sequência com o lançamento de O Rei Leão 2: O Reino de Simba. Kopa passou despercebido pelos produtores em uma entrevista e o diretor Phil Weinstein de O Rei Leão não sabia da existência de Kopa durante a produção do filme, o filhote mostrado no final passou a ser Kiara, a única filha de simba oficial.
Foram criadas várias teorias a respeito de Kopa, uma delas que Zira o matou querendo se vingar de Simba em respeito e lealdade a Scar, a segunda mais conhecida é que Kopa sobreviveu e fugiu para bem longe das Terras do Reino com medo da Zira e nunca mais voltou, porém a Disney nunca se pronunciou a respeito disso.
As pessoas que leram esta coleção sempre imaginaram Kopa no final do filme sendo levantado ao publico pelo babuíno Rafiki.

## Recepção e legado

### Impacto cultural
Durante a canção da sequência de abertura, "Circle of Life", Rafiki apresenta o recém-nascido Simba aos súditos animais levantado-o sobre a Pedra do Reino. Desde o lançamento do filme, esta cena têm sido repetida por fãs e diversas personalidades, tornando-se um dos gestos mais populares da história do cinema. Em novembro de 2002, o cantor Michael Jackson gerou uma onda de controvérsias ao levantar seu filho na sacada de um hotel em Berlim. O evento foi testemunhado por uma grande multidão na entrada do hotel. Segundo algumas fontes midiáticas, Jackson estaria imitando a cena inicial de Simba.